# Bâtiment situé 74 rue Braće Radića à Subotica
Le bâtiment situé 74 rue Braće Radića à Subotica (en serbe cyrillique : Зграда у ул. Браће Радића бр. 74 у Суботици ; en serbe latin : Zgrada u ul. Braće Radića br. 74 u Subotici) est situé à Subotica, dans la province de Voïvodine et dans le district de Bačka septentrionale, en Serbie. Il est inscrit sur la liste des monuments culturels protégés de la République de Serbie (identifiant no SK 1794).

## Présentation
Le bâtiment a été construit en 1902 sur des plans de l'architecte P. Beranek pour János Brauchler, un industriel travaillant dans le bois. Il est caractéristique du style éclectique avec une orientation néo-baroque et constitue un exemple de l'architecture privée urbaine de la riche bourgeoisie au tournant des XIXe et XXe siècles.
Constitué d'un simple rez-de-chaussée, son plan épouse la lettre « Г » de l'alphabet cyrillique ; la partie sur cour, composée de deux pièces, abritait l'atelier d'un charpentier. La façade sur rue, symétrique, est dotée d'un portail central ; dans la partie centrale du toit se trouve un large attique portant quatre vases à fonction décorative ; au-dessus du portail se trouve un grand relief de style baroque. Des pilastres cannelés surmontés de chapiteaux rythment la façade et encadrent les fenêtres cintrées.